# Mijaíl Sómov
Mijaíl Mijáilovich Sómov (en ruso: Михаил Михайлович Сомов; Moscú, 25 de marzojul./ 7 de abril de 1908greg.–Leningrado, 30 de diciembre de 1973) fue un oceanógrafo, explorador polar y doctor en ciencias geográficas soviético.

## Biografía
Mijaíl Sómov se graduó en el Instituto Hidrometeorológico de Moscú en 1937. En el verano de 1938 Sómov viajó al Ártico por primera vez, colaborando en los vuelos para registrar el movimiento del hielo.
Durante la Segunda Guerra Mundial Sómov trabajó para la Flota del Norte, ayudando a trazar el rumbo de los barcos en el hielo del Ártico. En agosto de 1942 participó en la defensa de Dikson, donde se encontraba una importante estación de investigación.
Después de la guerra Sómov estudió el fondo del océano Ártico y, junto con otros investigadores, descubrió la dorsal de Lomonósov. En 1950 y 1951 Sómov dirigió la estación de investigación sobre hielo a la deriva Polo Norte-2. Entre 1955-1957 comandó la primera Expedición Antártica Soviética, que fundó las bases antárticas Mirni y Piónerskaya. En 1957, a su vuelta de la Antártida, fue nombrado director adjunto en el Instituto de Investigaciones Árticas y Antárticas (AARI). Entre 1962–1964 estuvo al mando de las octavas y novenas expediciones antárticas soviéticas.
Mijaíl Sómov fue también el primer delegado soviético en el Comité Científico para la Investigación en la Antártida.
Murió en Leningrado en 1973. Su tumba fue hecha con piedras traídas de la Antártida.

## Reconocimientos
- Héroe de la Unión Soviética (1952).[4]
- Tres órdenes de Lenin.[3]
- Medalla Vega de la Sociedad Sueca de Antropología y Geografía (1959).[5]
- Medalla de oro de la Royal Geographical Society (1961).[2]

El mar de Somov al norte de la Tierra de Victoria y un glaciar en la Tierra de la Reina Maud, ambos en la Antártida Oriental, llevan el nombre de Mijaíl Sómov, así como un rompehielos científico ruso y el asteroide (3334) Somov descubierto por el astrónomo checo Antonín Mrkos en 1981.